# Agencia Nacional de Administración y Control de Alimentos y Medicamentos
La Agencia Nacional para la Administración y el Control de Alimentos y Medicamentos (NAFDAC) de Nigeria es una agencia federal dependiente del Ministerio Federal de Salud que se encarga de regular y controlar la fabricación, importación, exportación, publicidad, distribución, venta y uso de alimentos, medicamentos, cosméticos, dispositivos médicos, productos químicos y agua envasada.
El agente está encabezado por la Doctora Monica Eimunjeze en calidad de interino el 12 de noviembre de 2022, según un memorando interno fechado el 17 de noviembre de 2022, firmado por Oboli AU y con copia a todos los directores de la agencia, luego del vencimiento del Prof. Mojisola Adeyeye . Fue nombrada el 12 de noviembre de 2022 por el presidente de la República Federal de Nigeria como directora general interina de la Agencia Nacional para la Administración y el Control de Alimentos y Medicamentos (NAFDAC).

## Formación
La organización se estableció para combatir la producción de objetos ilícitos y falsificados en Nigeria en 1993 bajo la ley de salud y seguridad del país. Los medicamentos adulterados y falsificados son un problema en Nigeria. En un incidente de 1989, más de 150 niños murieron como resultado del jarabe de paracetamol que contenía dietilenglicol . El problema de los medicamentos falsos era tan grave que países vecinos como Ghana y Sierra Leona prohibieron oficialmente la venta de medicamentos, alimentos y bebidas fabricados en Nigeria.[cita requerida]
Tales problemas llevaron al establecimiento de la NAFDAC, con el objetivo de eliminar productos farmacéuticos, alimentos y bebidas falsificados que no se fabrican en Nigeria y garantizar que los medicamentos disponibles sean seguros y efectivos.
La formación de la NAFDAC se inspiró en una resolución de la Asamblea Mundial de la Salud de 1988 que solicitaba la ayuda de los países para combatir la amenaza mundial para la salud que representan los productos farmacéuticos falsificados .
En diciembre de 1992, se formó el primer consejo de gobierno de NAFDAC. El consejo estuvo presidido por Tanimu Saulawa. En enero de 1993, se aprobó la legislación de apoyo como Decreto Legislativo N° 15 de 1993. El 1 de enero de 1994, NAFDAC se estableció oficialmente como una “paraestatal del Ministerio Federal de Salud”.
La NAFDAC reemplazó a un organismo anterior del Ministerio Federal de Salud, la Dirección de Administración y Control de Alimentos y Medicamentos, que se había considerado ineficaz, en parte debido a la falta de leyes, con respecto a los medicamentos falsos.

## Administración
presidente y consejo
“(NAFDAC) está encabezada por un presidente que preside un consejo de gobierno designado por el presidente por recomendación del Ministro de Salud”. Otros miembros del consejo son:
- Presidente - Yusuf A. Suleiman (Dan Amar Sokoto)
- El Secretario Permanente del Ministerio de Salud - Sr. A.M Abdullahi.
- El director general de la NAFDAC - Mojisola Christianah Adeyeye
- Organización Estándar de Nigeria (SON) - Barr. Aboloma Osita
- Instituto Nacional de Investigación y Desarrollo Farmacéutico (NIPRD)
- El presidente del Consejo de Farmacéuticos de Nigeria (PCN) - Elijah Mohammed
- El presidente de la Agencia Nacional de Control de Drogas (NDLEA) - Muhammad Abdallah
- Representante del Grupo de Fabricación Farmacéutica de la Asociación de Fabricantes de Nigeria - Okey Akpa
- Representante del Grupo de Alimentos y Bebidas de la Asociación de Fabricantes de Nigeria - Anegbe Patrick
- Tukur S. Fada Tambuwal – Miembro
- Mufutau Bolaji Yahaya – Miembro
- Opeyemi Bamidele – Miembro

Tres personas del público en general también están representadas en el consejo.
Varias unidades componen la NAFDAC que incluye:
- La unidad Jurídica se encarga de ofrecer asesoramiento legal sobre "la ley que surge de la relación Empleado-Empleador y es el custodio de los documentos legales y todos los acuerdos relacionados con la Agencia".[7]
- La unidad de Relaciones Públicas está a cargo de la oficina del director general. Su función principal es informar, sensibilizar, ilustrar y crear conciencia sobre el papel de la Agencia. La agencia está dividida en ocho direcciones y las dos últimas se agregaron recientemente.
- Auditoría Interna proporciona un medio para medir la eficacia del sistema de control interno y contabilidad, y lleva a cabo investigaciones especiales.

## Funciones
La NAFDAC tiene varias funciones básicas. De acuerdo con los requisitos de su decreto habilitante, la Agencia estaba autorizada a:
- Regular y controlar la importación, exportación, fabricación, publicidad, distribución, venta y uso de medicamentos, cosméticos, dispositivos médicos, agua envasada y productos químicos
- Realizar pruebas apropiadas, garantizar el cumplimiento de las especificaciones estándar designadas y aprobadas por el consejo para el control efectivo de la calidad de alimentos, medicamentos, cosméticos, dispositivos médicos, agua envasada y productos químicos.
- Llevar a cabo una investigación adecuada de las instalaciones de producción y las materias primas para alimentos, medicamentos, cosméticos, dispositivos médicos, agua embotellada y productos químicos y establecer un sistema de garantía de calidad pertinente, incluida la certificación de los sitios de producción y de los productos regulados.
- Llevar a cabo la inspección de alimentos, medicamentos, cosméticos, dispositivos médicos, agua embotellada y productos químicos importados y establecer un sistema de garantía de calidad pertinente, incluida la certificación de los sitios de producción y de los productos regulados.
- Recopilar especificaciones estándar, reglamentos y pautas para la producción, importación, exportación, venta y distribución de alimentos, medicamentos, cosméticos, dispositivos médicos, agua embotellada y productos químicos.
- Realizar el registro de alimentos, medicamentos, dispositivos médicos, agua embotellada y productos químicos.
- Controlar la exportación y emitir certificados de calidad de alimentos, medicamentos, dispositivos médicos, agua embotellada y productos químicos destinados a la exportación.
- Establecer y mantener laboratorios relevantes u otras instituciones en áreas estratégicas de Nigeria según sea necesario para el desempeño de sus funciones.

La NAFDAC prevé que al dar a conocer estas funciones, sus acciones serán evidentes “en todos los sectores que se ocupan de alimentos, cosméticos, dispositivos médicos, agua embotellada y productos químicos hasta el punto de inculcar una necesidad adicional de precaución y compulsión para respetar y obedecer las normas existentes. normativa tanto para la sana, la convivencia como para el conocimiento de determinadas sanciones o incumplimientos. A pesar del establecimiento de NAFDAC, la venta y el uso de medicamentos falsos no terminaron.

## Nuevas modificaciones desde 2001
Insatisfecho con el desarrollo en la lucha contra las drogas falsas, la administración del presidente Olusegun Obasanjo disolvió la dirección de la NAFDAC en agosto de 2000. En abril de 2001 se inauguró un nuevo equipo directivo, con Dora Akunyili como directora general. El equipo reorganizó la agencia, que ha tenido éxito recientemente debido a tres nuevas políticas federales:
- La prohibición total de la importación de medicamentos y otros productos regulados a través de las fronteras terrestres.
- La designación de los puertos marítimos de Calabar y Apapa, los aeropuertos internacionales Murtala Muhammed y Mallam Aminu Kano como puertos de entrada exclusivos para la importación de medicamentos y materias primas farmacéuticas.
- Entrega de manifiestos de envío y carga por parte de la Autoridad Portuaria de Nigeria, líneas navieras y aerolíneas a los inspectores de NAFDAC.[9] Durante varios años, Nigeria estuvo sumergida en un océano de drogas falsas. Luego, “ Dora Akunyili abordó su trabajo con entusiasmo para librar al mercado de drogas nigeriano de drogas falsas y agua contaminada que se vende como “ agua pura ”.[10]

## Controversias
Las actividades de la NAFDAC han sido objeto de un escrutinio considerable en los últimos años. La agencia ha sido criticada por ser susceptible a la interferencia abierta del gobierno, sujeta a sobornos, disputas internas y constantes rumores y/o denuncias sobre malversación de fondos. En un caso de alto perfil (y típico), el ex director de finanzas y cuentas de NAFDAC, Andrew Ademola Mogbojuri, alegó fraude masivo en 2015 contra el director general de la agencia, Paul Orhii. La agencia afirmó que las uvas amargas estaban detrás de la acusación y calificó la afirmación de Mogbojuri como "chantaje engañoso y barato".
Orhii también fue objeto de una amplia acusación de fraude por parte de los denunciantes de NAFDAC a principios de 2015. Se envió una petición al presidente de Nigeria, Muhammadu Buhari, alegando adjudicaciones y suministros de contratos frívolos, esfuerzos publicitarios manipulados, donaciones y extorsión en viajes aéreos internacionales.

Algunas de las cerveceras más grandes del mundo también se han visto envueltas en escándalos de NAFDAC. De un informe de 2013 que alega soborno realizado por Guinness y Heineken :
Dos compañías cerveceras multinacionales (Guinness y Heineken) han decidido hacerlo de manera ilegal, lo que según los expertos es sobornar a los funcionarios de la Agencia Nacional para el Control de la Administración de Alimentos y Medicamentos (NAFDAC) para negar a los fabricantes de ginebra herbal local la acreditación, sabiendo que los nigerianos quienes los habían estado patrocinando desistirán una vez que no sean acreditados por la agencia. Los sobornos ascienden a millones de Naira.  Guinness volvió a estar bajo el resplandor de NAFDAC en 2016. Habiendo sido multado con alrededor de ₦ 1 mil millones en noviembre de 2015 por supuestamente revalidar y usar materias primas vencidas sin aprobación previa, la cervecera multinacional respondió con una demanda, que fue retirada silenciosamente en marzo de 2016.

## Partes interesadas
La NAFDAC se asegura de mantener un contacto muy estrecho con una serie de organizaciones nacionales e internacionales cuyas actividades se relacionan con las funciones de NAFDAC. Dichas Organizaciones incluyen las siguientes.
- Consejo de Protección al Consumidor de Nigeria (CPC)[17]
- Organización de Normas de Nigeria (SON)[18]
- Agencia Nacional de Cumplimiento de la Ley de Drogas (NDLEA)[19]
- Instituto Nacional de Investigación y Desarrollo Farmacéutico (NIPRD)[20]
- Consejo de Farmacéuticos de Nigeria (PCN)[21]
- Grupo de Fabricantes Farmacéuticos de la Asociación de Fabricantes de Nigeria (PMG-MAN)
- Asociación de Consumidores de Nigeria
- Instituto de Analistas Públicos de Nigeria (IPAN)[22]
- Sociedad Farmacéutica de Nigeria (PSN)
- Asociación de Empleados de Alimentos, Bebidas y Tabaco de Nigeria (AFBTE)
- Asociación Nacional de Agentes de Carga Aprobados por el Gobierno (NAGAFF)
- Asociación de Agentes Aduaneros con Licencia de Nigeria (ANCLA)
- Asociación de distribuidores de patentes y medicamentos patentados (PPMDA)
- Sindicato Nacional de Trabajadores del Transporte por Carretera (NURTW)
- Asociación Nacional de Propietarios de Transporte por Carretera (NARTO)

Con el fin de mantenerse en contacto con la escena internacional para la información, formación, asistencia de cooperación, ayuda y la financiación de proyectos específicos, especialmente en estos días de austeridad mundial y nacional, la agencia mantiene una estrecha relación con una serie de agencias internacionales algunos de los cuales incluyen:
- Programa de las Naciones Unidas para el Control Internacional de Drogas (UNDCP)
- Organización Mundial de la Salud (OMS)
- Comisión del Codex Alimentarius de la Organización para la Agricultura y la Alimentación (CACFAO)
- Administración de Drogas y Alimentos de los Estados Unidos (USFDA)
- Instituto de Ciencias de la Salud Ambiental y Ocupacional (EOHSI).

## enlaces externos
- Sitio web oficial de NAFDAC
- Portal de Transportistas FAAN